# Abahani Limited Dhaka
Dhaka Abahani Limited (tiếng Bengal: ঢাকা আবাহনী লিমিটেড), trước đây gọi là Abahani Krira Chakra (tiếng Bengal: আবাহনী ক্রীড়াচক্র) là một câu lạc bộ thể thao chuyên nghiệp có trụ sở tại Dhaka, Bangladesh.
Câu lạc bộ được thành lập thông qua việc tái tổ chức Câu lạc bộ thể thao Iqbal vào năm 1972 bởi Sheikh Kamal, con trai cả của Sheikh Mujibur Rahman.
Trong bóng đá trong nước, họ đã đạt được kỷ lục sáu danh hiệu Giải bóng đá Ngoại hạng Bangladesh.

## Lịch sử
Câu lạc bộ đã giành được chiếc cúp nội địa lớn đầu tiên của họ vào năm 1974 khi họ giành được danh hiệu của giải đấu Bangladesh. Năm 2007, Giải bóng đá ngoại hạng Bangladesh đã được giới thiệu bởi Liên đoàn bóng đá Bangladesh. Dhaka Abahani giành giải B.League 2007, đây là phiên bản đầu tiên của giải đấu. Dhaka Abahani TNHH tuyên bố danh hiệu hat-trick của họ về Bangladesh bóng đá Premier League bằng chiến thắng 2008-09 B.League & 2009-10 Bangladesh tương ứng. Sau khi nghỉ một mùa giải, Dhaka Abahani đã giành được chiếc cúp vô địch thứ tư của họ bằng cách giành chức vô địch Giải bóng đá Bangladesh 2012. Sau một thời gian dài chạy trophyless, Dhaka Abahani đã giành danh hiệu Cúp Liên đoàn Bangladesh 2016. Chiến thắng đã chấm dứt sự chờ đợi của trang phục Dhanmondi khi câu lạc bộ cuối cùng giành được một giải bạc trở lại trong mùa giải 201011. Họ cũng giành được danh hiệu Giải bóng đá Ngoại hạng Bangladesh 2016 với thành tích bất bại. Đội bóng trở thành đội đầu tiên giành chức vô địch giải đấu chuyên nghiệp với thành tích bất bại dưới sự dẫn dắt của huấn luyện viên giàu kinh nghiệm Gyorgy Kottán. Đó là chức vô địch chuyên nghiệp thứ năm của họ.
Dhaka Abahani bắt đầu mùa giải 2016-17 của họ bằng cách giữ lại danh hiệu Cúp Liên đoàn Bangladesh 2017. Tương đương với kỷ lục của đối thủ truyền kiếp Bangladesh Mohammedan, đó là danh hiệu Cúp Liên đoàn Bangladesh thứ 10 cho Abahani. Vào ngày 5 tháng 1 năm 2018, Abahani cũng nổi lên với tư cách là nhà vô địch của Giải Ngoại hạng Bangladesh lần thứ sáu sau khi họ giành được Câu lạc bộ Sheikh Jamal Dhanmondi 2-0 để xác nhận danh hiệu thứ hai liên tiếp của họ với một trò chơi trong tay. Câu lạc bộ dành danh hiệu cho huấn luyện viên trọn đời của họ và cựu cầu thủ Amalesh Sen, người đã qua đời vào tháng 10 năm 2017.

## Nhà cung cấp trang phục thi đấu
| FBT |

| Kika Sports |

| Pegan Sport |

| Grand Sport |

| Sports & Sportz Design |

| Unknown |

| FBT |

## Đội hình hiện tại
Tính đến 25 October 2023

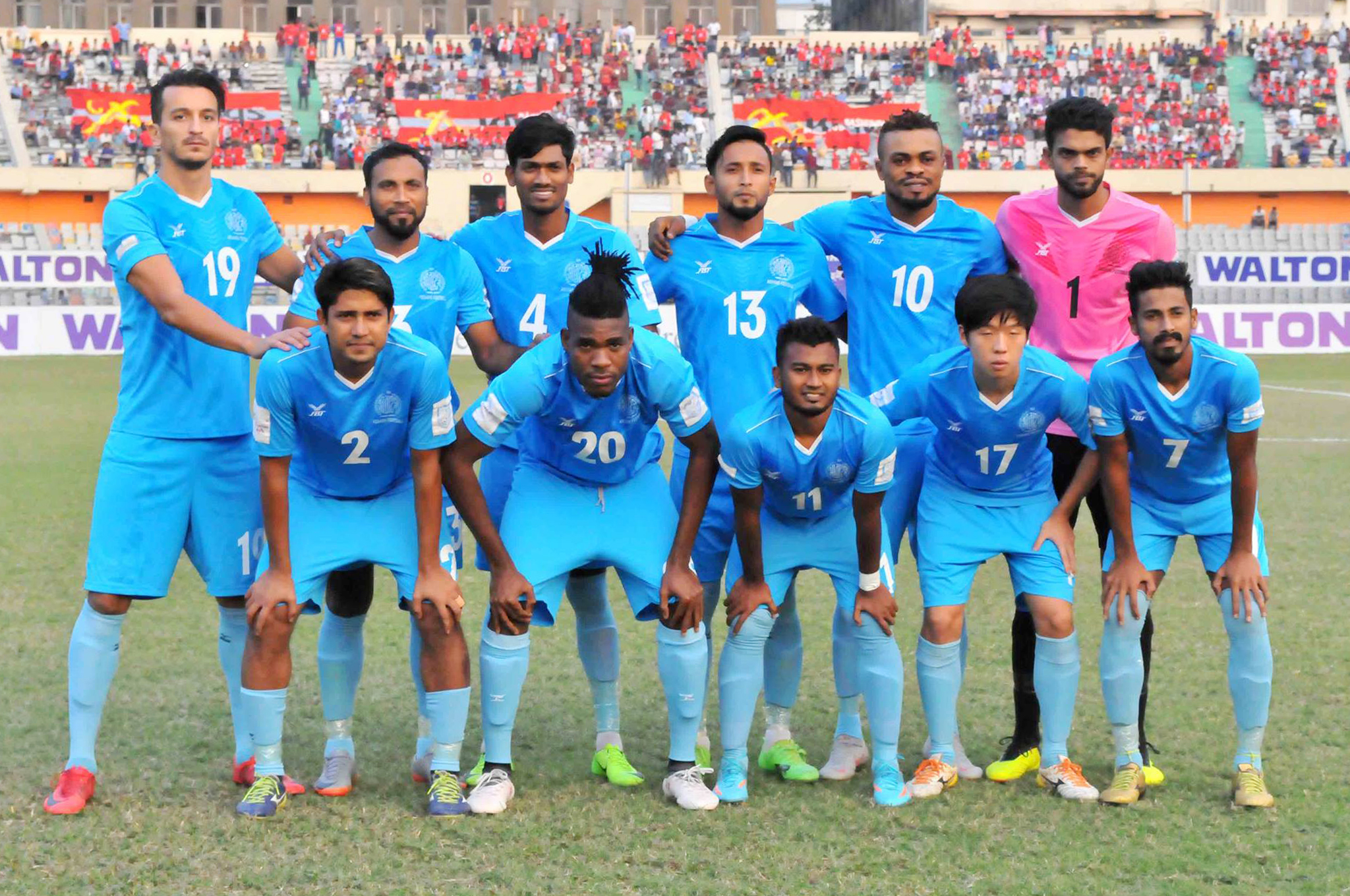
Đội hình xuất phát của Dhaka Abahani trong trận chung kết Cúp Liên đoàn 2018

Abahani Limited Dhaka squad for 2023–24 season.
Ghi chú: Quốc kỳ chỉ đội tuyển quốc gia được xác định rõ trong điều lệ tư cách FIFA. Các cầu thủ có thể giữ hơn một quốc tịch ngoài FIFA.
| Số | VT | Quốc gia                    | Cầu thủ                          |
| -- | -- | --------------------------- | -------------------------------- |
| 1  | TM | Bangladesh                  | Shahidul Alam Sohel              |
| 3  | HV | Bangladesh                  | Rahmat Mia                       |
| 4  | HV | Bangladesh                  | Rezaul Karim Reza                |
| 5  | HV | Bangladesh                  | Riyadul Hasan Rafi               |
| 6  | TV | Brasil                      | Fernandes                        |
| 7  | TV | Bangladesh                  | Rabiul Hasan                     |
| 8  | TV | Bangladesh                  | Mohammad Ridoy (Captain)         |
| 9  | TĐ | Saint Vincent và Grenadines | Cornelius Stewart                |
| 10 | TĐ | Bangladesh                  | Nabib Newaj Jibon (Vice-captain) |
| 11 | TĐ | Bangladesh                  | Rahim Uddin                      |
| 12 | TĐ | Brasil                      | Washington Brandão               |
| 13 | TV | Bangladesh                  | Papon Singh                      |
| 14 | HV | Bangladesh                  | Mamun Miah                       |
| 16 | TV | Brasil                      | Bruninho                         |
| 17 | TĐ | Bangladesh                  | Mehedi Hasan Royal               |
| 19 | HV | Bangladesh                  | Alomgir Molla                    |

| Số | VT | Quốc gia   | Cầu thủ                                       |
| -- | -- | ---------- | --------------------------------------------- |
| 20 | TV | Bangladesh | Maraz Hossain Opi                             |
| 21 | TV | Bangladesh | Enamul Islam Gazi                             |
| 22 | TM | Bangladesh | Pappu Hossain                                 |
| 23 | HV | Iran       | Milad Sheykh Soleimani                        |
| 24 | HV | Bangladesh | Assaduzzaman Bablu                            |
| 25 | TM | Bangladesh | Arifuzzaman Himel                             |
| 26 | TĐ | Nigeria    | Emeka Ogbugh                                  |
| 27 | HV | Bangladesh | Syed Arafat Tasin                             |
| 28 | TV | Bangladesh | Asadul Molla (on loan from BFF Elite Academy) |
| 29 | HV | Bangladesh | Masud Rana Mridha                             |
| 30 | TM | Bangladesh | Md Shamim Hossen                              |
| 31 | HV | Bangladesh | Rakib Sarkar                                  |
| 32 | TĐ | Bangladesh | Md Sayem                                      |
| 33 | HV | Bangladesh | Shakir Ahmed                                  |
| 34 | HV | Bangladesh | Muhammad Nazim Uddin                          |

## Ban huấn luyện
Tính đến tháng 12 năm 2018
| Chức vụ                | Tên                                  |
| ---------------------- | ------------------------------------ |
| Huân luyện viên trưởng | liên_kết=\|viền Mário Lemos          |
| Trợ lí huấn luyện viên | liên_kết=\|viền Jakaria Babu         |
| HLV thủ môn            | liên_kết=\|viền Atiqur Rahman Atiq   |
| Huấn luyện viên        | liên_kết=\|viền Hồi giáo Kazi Nazrul |
| Trưởng nhóm            | liên_kết=\|viền Ali Yakub Jhontu     |
| Vật lý trị liệu        | liên_kết=\|viền Atiqur Rahman Mithun |

### Huấn luyện viên
- liên_kết=|viền Andrés Cruciani (tháng 2 năm 2007 - tháng 5 năm 2007)
- liên_kết=|viền Amalesh Sen (tháng 5 năm 2007 - 2009)
- liên_kết=|viền Ali Akbar Pourmoslemi (2010-2011)
- liên_kết=|viền Amalesh Sen (2010111)
- liên_kết=|viền Ali Akbar Pourmoslemi (tháng 12 năm 2011 - 2012)
- liên_kết=|viền Ardeshir Pournemat Vodehi (tháng 11 năm 2012 - tháng 5 năm 2013)
- liên_kết=|viền Hội trường Nathan (tháng 10 năm 2013 - tháng 11 năm 2013)
- liên_kết=|viền Amalesh Sen (tháng 11 năm 2013 - tháng 12 năm 2013)
- liên_kết=|viền Ali Akbar Pourmoslemi (tháng 12 năm 2013 - 2014)
- liên_kết=|viền Amalesh Sen (2014)
- liên_kết=|viền Gyorgy Kottán (tháng 12 năm 2014 - tháng 6 năm 2015)
- liên_kết=|viền Amalesh Sen (tháng 7 năm 2015 - tháng 8 năm 2015)
- liên_kết=|viền Drago Mamić (Tháng 4 năm 2016)
- liên_kết=|viền Amalesh Sen (tháng 4 năm 2016 - tháng 5 năm 2016)
- liên_kết=|viền Gyorgy Kottán (tháng 5 năm 2016 - tháng 12 năm 2016)
- liên_kết=|viền Drago Mamić (Tháng 2 năm 2017 - Tháng 11 năm 2017)
- liên_kết=|viền Atiqur Rahman Atiq (tháng 12 năm 2017 - tháng 2 năm 2018)
- liên_kết=|viền Saiful Bari Titu (tháng 2 năm 2018 - tháng 5 năm 2018)
- liên_kết=|viền Jakaria Babu (tháng 9 năm 2018 - tháng 12 năm 2018)
- liên_kết=|viền Mário Lemos (Tháng 12 năm 2018 - Hiện tại) [10]

## Bảng xếp hạng câu lạc bộ AFC
Tính đến ngày 26 tháng 6 năm 2019. 
| Thứ hạng hiện tại | Quốc gia        | Đội           | Điểm  |
| ----------------- | --------------- | ------------- | ----- |
| 91                | liên_kết=\|viền | Hidd SCC      | 13,55 |
| 92                | liên_kết=\|viền | FC AGMK       | 12,54 |
| 93                | liên_kết=\|viền | Dhaka Abahani | 12,32 |
| 94                | liên_kết=\|viền | Malkiya CLB   | 12,22 |
| 95                | liên_kết=\|viền | Chennai FC    | 11,69 |

## Danh hiệu

### Trong nước
- liên_kết=|viền Giải ngoại hạng Bangladesh: (6)

2007, 2008-09, 2009-10, 2012, 2016, 2017/18
- liên_kết=|viền Liên đoàn Dhaka: (11)

1974, 1977, 1981, 1983, 1984, 1985, 1989, 90, 1992, 1994, 1995, 2001
- liên_kết=|viền Cúp Liên đoàn: (11)

1982 *, 1985, 1986, 1988, 1997, 1999, 2000, 2010, 2016, 2017, 2018
- liên_kết=|viền Cúp giải phóng: (1)

1977
- liên_kết=|viền Cúp Độc lập: (1)

1990
- liên_kết=|viền Cúp DMFA: (1)

1994
- liên_kết=|viền Giải vô địch bóng đá quốc gia: (1)

2000
- liên_kết=|viền Cúp vàng độc lập (Rajshahi): (1)

2005
- liên_kết=|viền Siêu cúp: (1)

2011 

### Mời
- liên_kết=|viền Cúp Nagjee: (1)

1989
- liên_kết=|viền Cúp Câu lạc bộ BTC: (1)

1991
- liên_kết=|viền Charms Cup: (1)

1994
- liên_kết=|viền Bordoloi Trophy: (1)

2010 

### Thành tích trong các cuộc thi AFC
- Giải vô địch câu lạc bộ châu Á: 1 lần tham dự
1985: Giai đoạn vòng loại
- Cúp vô địch châu Á: 2 lần tham dự
1991 Gian92: Vòng đầu tiên
1997: Hiệp hai
- Cúp Tổng thống AFC: 5 lần tham dự
2008: Vòng bảng
2009: Vòng bảng
2010: Vòng bảng
2011: Vòng bảng
2013: Vòng bảng
- AFC Cup: 2 lần tham dự
2017: Vòng bảng
2018: Vòng bảng
2019: Vô địch vòng bảng và đủ điều kiện vào trận bán kết